# Dave Brubeck
David Warren Brubeck (6. prosince 1920, Concord, Kalifornie – 5. prosince 2012, Norwalk, Connecticut), známý jako Dave Brubeck, byl americký jazzový klavírista. Napsal řadu jazzových standardů, např. In Your Own Sweet Way nebo The Duke. Brubeckův styl se pohybuje od uhlazených, noblesních skladeb až po velkolepá díla.
Při tvorbě zúročil matčinu výuku i brilantní schopnost improvizace. V řadě svých skladeb experimentoval s neobvyklými takty. Společně s Paulem Desmondem, Joe Morellem a Eugenem Wrightem tvořili ve své době populární The Dave Brubeck Quartet.
Jeho dlouholetý spolupracovník, altsaxofonista Paul Desmond napsal pro Brubeckův kvartet nejznámější skladbu, Take Five, která má 5/4 takt. Experimenty s taktováním skladeb provázely značnou část Brubeckovy hudební kariéry, např. Pick Up Sticks (6/4), Unsquare Dance (7/4), a Blue Rondo à la Turk (9/8).

## Život

### Mládí
Brubeckova matka studovala hru na klavír v Anglii, plánovala dráhu koncertní pianistky a přivydělávala si tím, že učila hru na klavír. Brubecka ale nijak zvlášť nebavilo neustálé přehrávání partitur, spíš se snažil skládat si svoje vlastní melodie. Začal studovat hru na klavír na univerzitě, ale potom, co jeden z profesorů zjistil, že ani pořádně neumí hrát z not, ho chtěl vyloučit. Naštěstí se ho jiní profesoři zastali. Tvrdili totiž, že jeho schopnost zvládat kontrapunkt a harmonii je nadprůměrná. Škola se ale stále obávala, že by jí Brubeck mohl způsobit skandál a nechala ho vystudovat jen pod podmínkou, že hru na piano nikdy nebude učit.
V roce 1942 úspěšně dokončil studium na univerzitě a hned nato narukoval do armády. Byla to válečná léta, a tak v armádě sloužil 4 roky (účastnil se dokonce i bitvy v Ardenách). Po návratu ještě pokračoval ve studiu, tentokráte v Kalifornii. Po ukončení studií se upsal kalifornské nahrávací společnosti Fantasy Records. Založil svůj vlastní oktet, ale současně hrál i v triu. Později se k triu přidal altsaxofonista Paul Desmond. Začali experimentovat, nahráli pár desek, ale stále měli málo příležitostí hrát. Brubeck tím byl dost znechucen, a tak se opět vrátil k triu. Opět bez Desmonda, který si zajistil vystupování s jinou sestavou. A tak Brubeck strávil několik let jen tím, že neustále přehrával jazzové standardy.

### The Dave Brubeck Quartet
Po krátké odmlce, která byla způsobena Brubeckovým poraněním zad při plavání, vzniká v roce 1951 The Dave Brubeck Quartet. Na saxofon v něm hrál opět Paul Desmond. Kvartet dostal dlouhodobé angažmá v jednom klubu v San Francisku, více se ale do širšího povědomí dostal svými pravidelnými koncerty na studentských kolejích. Z těchto koncertů vzešla tři alba: Jazz at Oberlin, Jazz Goes to College a Jazz Goes to Junior College. V roce 1954 se Brubeckova fotografie objevila na obálce prestižního amerického časopisu Time – byl to teprve druhý jazzový hudebník, který se dostal na obálku tohoto časopisu (prvním byl Louis Armstrong).

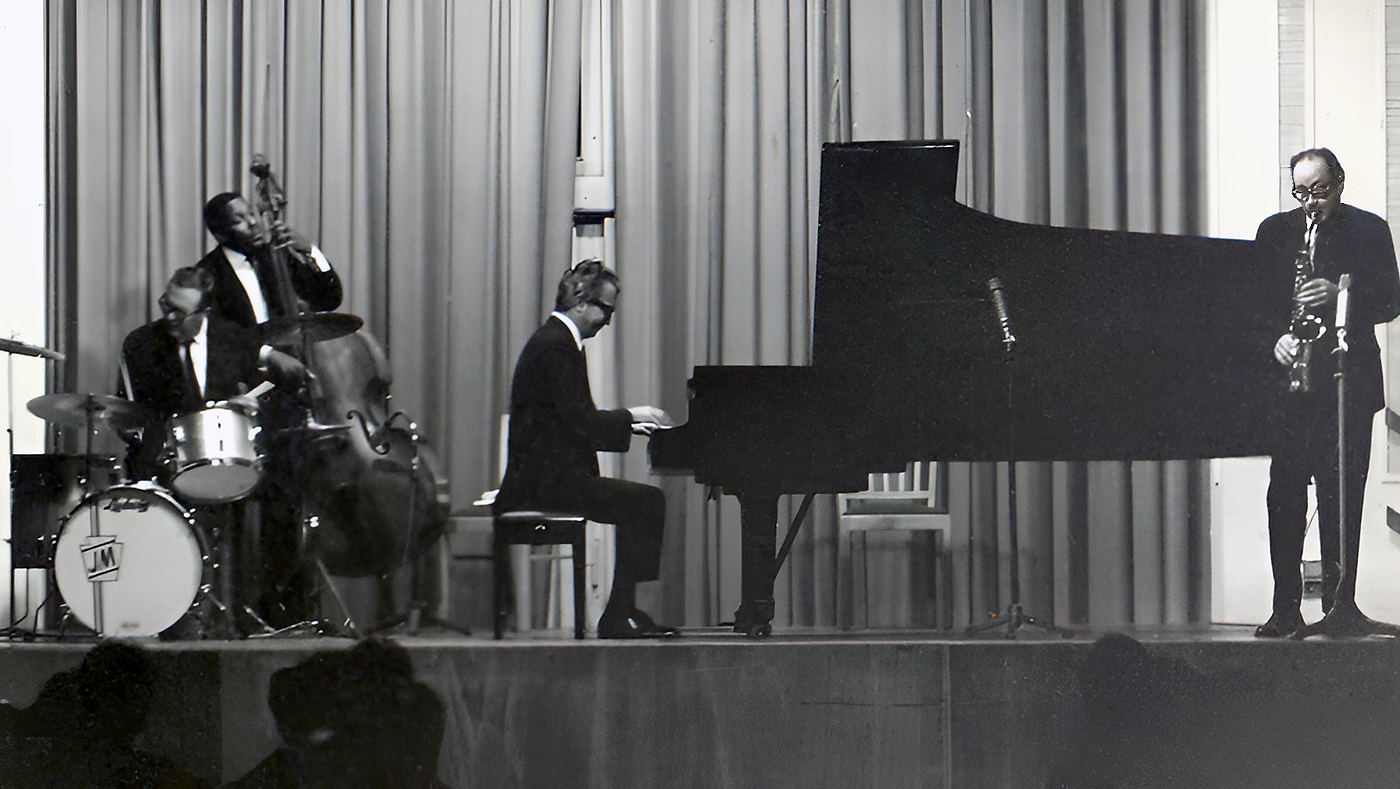
Dave Brubeck Quartet v roce 1967. Zleva doprava: Joe Morello, Eugene Wright, Brubeck a Paul Desmond.

V polovině padesátých let byli původní členové kvartetu Bob Bates a Joe Dodge nahrazeni Eugenem Wrightem a Joem Morellem. Protože Wright byl Afroameričan, musel Brubeck na konci padesátých let zrušit spoustu koncertů. Majitelé klubů byli ochotni uspořádat koncert, kladli si ale podmínku, že kvartet musí mít bílého kontrabasistu. Brubeck také zrušil televizní vystoupení, poté co se dozvěděl, že kamera záměrně nezabírá Wrighta.
V roce 1959 vydává kvartet album Time Out. Hudební vydavatelství jím sice bylo nadšeno, nicméně malinko otálelo s jeho vydáním. Album je zvláštní tím, že téměř žádná skladba na něm není v běžném taktu. Album obsahuje skladby Take Five, Blue Rondo à la Turk nebo Pick Up Sticks, které jsou už dnes považovány za jazzové standardy. I přes experimentování s neobvyklými takty se album velmi dobře prodávalo a brzy se stalo platinovým.
V této době napsal Brubeck spolu se svou ženou muzikál The Real Ambassadors, který ztvárňuje jejich zkušenosti s koncertováním po Spojených státech. Soundtrack k tomuto muzikálu se nahrával v roce 1961. Podíleli se na něm Louis Armstrong, Lambert, Hendricks & Ross a Carmen McRae. Muzikál samotný měl premiéru o rok později.
Na úspěch alba Time Out navázal kvartet podobnými alby: Time Further Out: Mirror Reflections, Countdown: Time in Outher Space, Time Changes a Time In. Všechna tato alba jsou rovněž známá tím, že obal tvořili tehdejší moderní malíři – Joan Miró, Sam Francis nebo Franz Kline. V této době vzniklo také živé album At Carnegie Hall, které kritik Richard Palmer označil za „nepochybně Brubeckův nejlepší koncert“.